# Kavče
Kavče este o localitate din comuna Velenje, Slovenia, cu o populație de 447 de locuitori.